# Brun blåvinge
Brun blåvinge, Aricia eumedon, är en fjärilsart i familjen juvelvingar.
Vingbredden varierar mellan 24 och 29 millimeter, på olika individer.

## Beskrivning

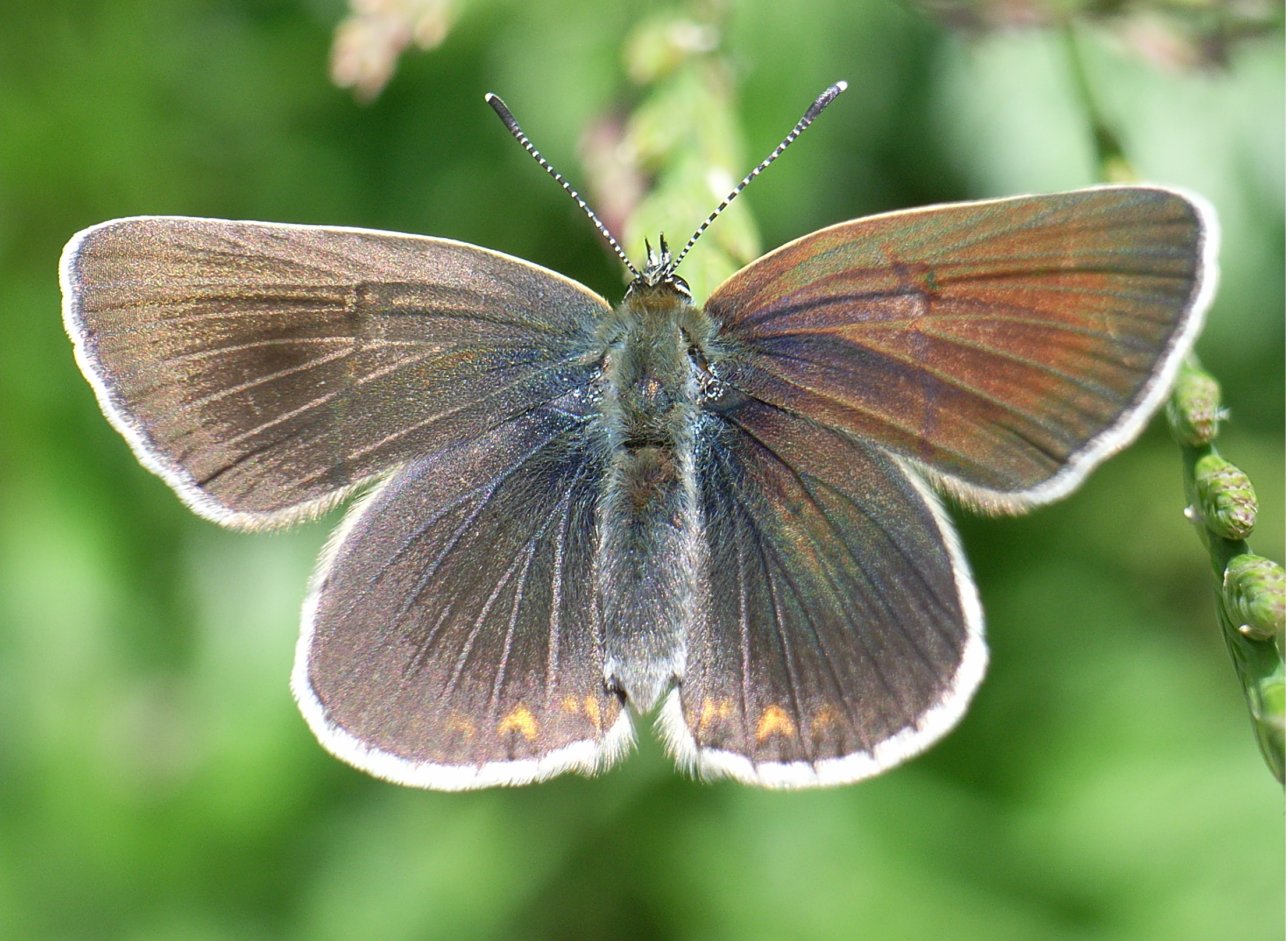
Brun blåvinge, hona med orange fläckar på bakvingarna.

Både honan och hanen har vingar med brun ovansida och honan har orange fläckar, tydligast längst bak på bakvingen. Undersidan är lika hos båda könen, ljusbrun till ljust gråblå med mörka fläckar omgivna av vitt, orange fläckar vid vingkanterna och en tydlig vit rand mitt på vingen. Larven är grön med smala ljusare längsgående ränder och blir upp till 15 millimeter lång.
Värdväxter för brun blåvinge är olika arter i nävesläktet (Geranium). Larverna vårdas av myror i släktena Myrmica och Lasius, vilket är en form av boparasitism.

## Utbredning
Den bruna blåvingens utbredningsområde är de tempererade delarna av Europa och Asien. Dess habitat är ängar där värdväxterna förekommer. Den förekommer i hela Sverige utom i fjällen.

## Systematik
I vissa fall anges att brun blåvinge tillhör släktet Plebeius och att Aricia är ett undersläkte till detta. Ett äldre namn (en synonym) på arten är Eumedonia eumedon.